# Antonín Möser
Antonín Möser (též Antonín Bartoloměj Moeser, či Antonius Mösser, křtěn 20. února 1693, Žandov u České Lípy – 25. února 1742, Drážďany) byl virtuózní český fagotista, v letech 1724–1728 byl hudebníkem pražské šlechtické kapely hraběte Václava z Morzinu.

## Život

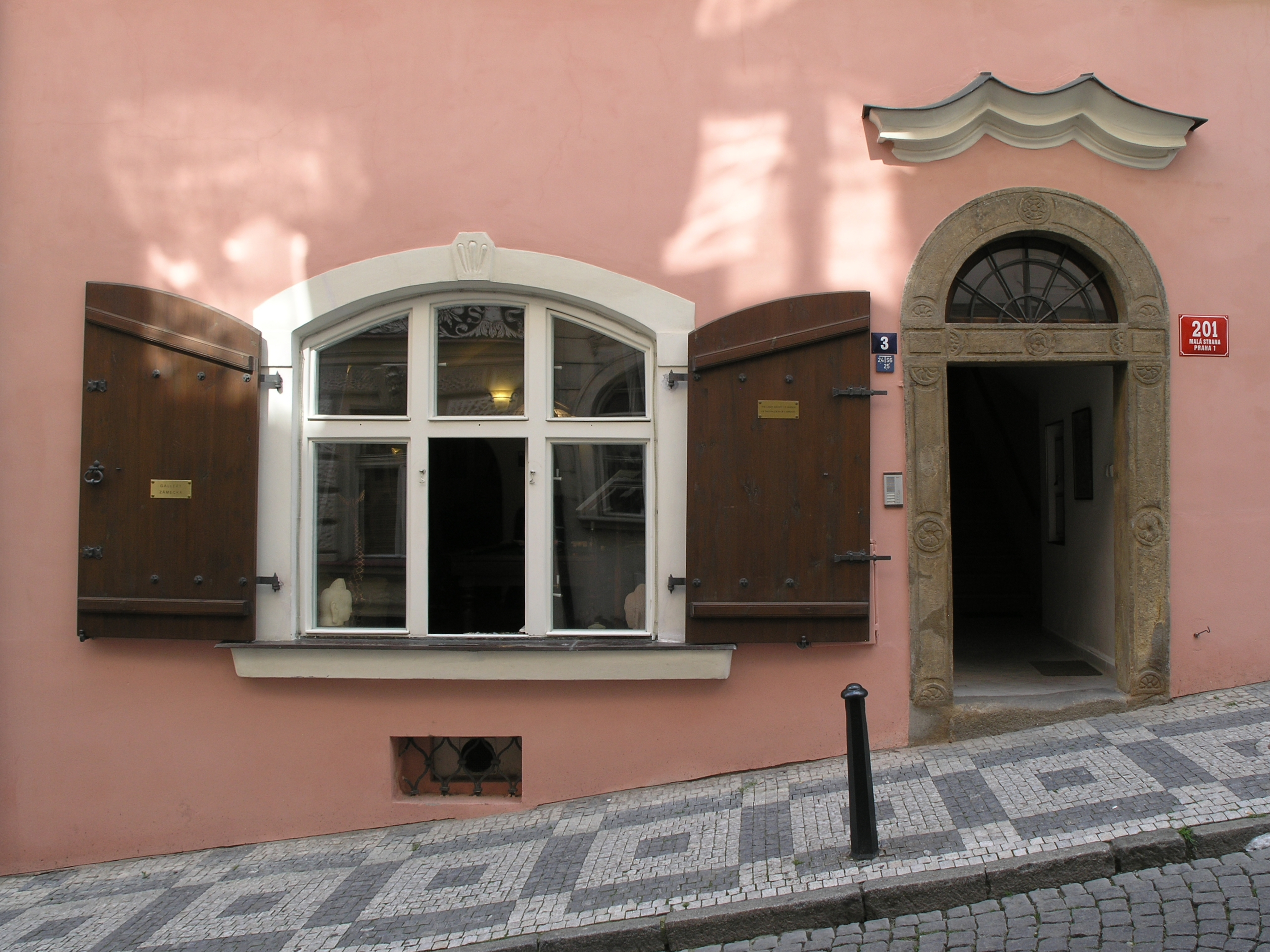
Dům na Malé Straně zvaný U Krásné Matky Boží v dnešní Zámecké ulici č. 201, který Möser vyženil.

Antonín Bartoloměj Möser se narodil v severočeském Žandově před 20. únorem 1693, což je datum jeho křtu v žandovském kostele svatého Bartoloměje. Jeho otec Jan František Möser byl tamním učitelem a městským písařem. V roce 1702 se mu pro syna Antonína podařilo získat propuštění z poddanství od majitelky panství Anny Ludmily z Wallbrunnu, zřejmě za účelem studia, to však není doloženo.

### VPraze
Další zmínka o něm je až z ledna roku 1721, kdy se na Malé Straně v Praze žení s Annou Marií Götzovou, dcerou měšťana Františka Götze. Od něho jako věno získal dům v dnešní Zámecké ulici č. p. 201 (jen několik desítek metrů vzdáleného od Morzinského paláce) a měšťanské právo na Malé Straně. Manželům Möserovým se v letech 1721–1735 narodilo celkem jedenáct dětí a všechny byly pokřtěny v malostranské farnosti u sv. Václava. Zajímavostí je, že mezi účastníky křtů i mezi kmotry byli příslušníci vysoké zemské šlechty (Marie Adléta Thunová, hraběnka Amálie z Trauttmansdorffu, hrabata Pavel Novohradský z Kolovrat, či Adolf z Kounic nebo Josefa z Morzinu, dcera Möserova chlebodárce).
Z účetnictví hraběte Morina také vyplývá, že si hrabě Morzin fagotisty Antonína Mösera dle výši platu cenil velmi vysoko. Se svým ročním platem 300 zlatých byl po kapelníkovi Melchioru Hlavovi druhým nejlépe placeným členem malostranské kapely. To svědčí o tom, že byl Möser zřejmě výjimečný hudebník. Svědčí o tom také další skutečnost, že z dochovaných skladeb kapely je značné množství skladeb právě pro fagot.
Když se roce 1726 vrátil Möserův kolega houslista František Jiránek ze studijního pobytu u Antonia Vivaldiho v Benátkách, Möser ho dočasně ubytoval ve svém domě.
Z roku 1727 existuje záznam o Möserově působení v kapele u dvora hraběnky Marie Gabriely Lažanské v Manětíně a také zde učil hře na fagot jistého Gabriela Koubka, hraběcího lokaje.
V roce 1734 bylo v katedrální kapele u sv. Víta nově zřízeno místo pro fagot, na něž byl Möser přijat s ročním platem 70 zlatých, později zvýšeným na 85 zlatých.

### VDrážďanech
Z dalších dochovaných záznamů není jasné, zda Möser i nadále zůstával v hraběcí kapele, ale nasvědčuje tomu několik indicií. Například i to, že jiné srovnatelné zaměstnání si našel teprve po smrti hraběte v roce 1737. Účinkoval například v kapele při návštěvě saského kurfiřta a polského krále Augusta III. při jeho pražském pobytu v létě 1737 a o dva roky později byl Möser zaměstnán (společně s houslistou Františkem Jiránkem, a snad také violoncellistou Janem Kašparem Potzem (Dlabačž) jako fagotista ve dvorní kapele u téhož panovníka v Drážďanech, což potvrzuje jeho mimořádné kvality hudebníka.
Ani o dalším osudu Antonína Mösera v Drážďanech nemáme více informací. Zemřel zde 25. února 1742 a byl pohřben na tamním katolickém hřbitově.